# Spodnja Korena
Spodnja Korena is een plaats in Slovenië en maakt deel uit van de gemeente Duplek in de NUTS-3-regio Podravska. De plaats telde 385 inwoners op 1 januari 2020.